# Chick Webb
William Henry Webb, mais conhecido como Chick Webb (10 de fevereiro de 1905 — 16 de junho de 1939) foi um cantor, baterista e bandleader de jazz norte-americano.